# Тёрнер, Патрик
Патрик «Пэт» Тёрнер (англ. Patrick "Pat" Turner ; род. 24 марта 1961, Торонто) — канадский гребец, выступавший за сборную Канады по академической гребле в 1980-х годах. Чемпион летних Олимпийских игр в Лос-Анджелесе, бронзовый призёр чемпионата мира, чемпион Игр Содружества в Эдинбурге, победитель и призёр регат национального значения.

## Биография
Патрик Тёрнер родился 24 марта 1961 года в городе Торонто провинции Онтарио, Канада.
Занимался академической греблей во время учёбы в Университете Британской Колумбии в Ванкувере, состоял в местной гребной команде «Тандербёрдс», неоднократно принимал участие в различных студенческих регатах.
Впервые заявил о себе в гребле на международной арене в сезоне 1979 года, став пятым в распашных безрульных четвёрках на чемпионате мира среди юниоров в Москве.
В 1980 году выступил на мировом первенстве среди лёгких экипажей в Хазевинкеле, где занял в безрульных четвёрках седьмое место.
Первого серьёзного успеха на взрослом международном уровне добился в сезоне 1981 года, когда вошёл в основной состав канадской национальной сборной и побывал на чемпионате мира в Мюнхене, откуда привёз награду бронзового достоинства, выигранную в зачёте безрульных четвёрок лёгкого веса.
В 1983 году выступил на чемпионате мира в Дуйсбурге — в зачёте восьмёрок сумел квалифицироваться в утешительный финал В и расположился в итоговом протоколе соревнований на восьмой строке.
Благодаря череде удачных выступлений удостоился права защищать честь страны на летних Олимпийских играх 1984 года в Лос-Анджелесе. В программе восьмёрок обошёл всех своих соперников в главном финале, в том числе на 0,42 секунды опередил ближайших преследователей из Соединённых Штатов, и тем самым завоевал золотую олимпийскую медаль. Таким образом, впервые в истории канадская восьмёрка стала лучшей на Олимпийских играх.
После лос-анджелесской Олимпиады Тёрнер остался в составе гребной команды Канады на ещё один олимпийский цикл и продолжил принимать участие в крупнейших международных регатах. Так, в 1986 году в безрульных четвёрках он одержал победу на Играх Содружества в Эдинбурге и финишировал четвёртым на чемпионате мира в Ноттингеме.
В 1987 году стал пятым в восьмёрках на мировом первенстве в Копенгагене.
За выдающиеся спортивные достижения введён в Зал славы спорта Британской Колумбии (1985) и Канадский олимпийский зал славы (2003).
Завершив спортивную карьеру, работал врачом скорой помощи в Университетской больнице Северной Британской Колумбии, а в 2003 году переехал на постоянное жительство в город Принс-Джордж.
Приходится младшим братом гребцу Тимоти Тёрнеру, который тоже выступал на Олимпиаде в Лос-Анджелесе, но в число призёров не попал.